# Мантелл, Уолтер
Уо́лтер Бо́лдок Да́ррант Ма́нтелл — натуралист, геолог и политик из Новой Зеландии. Он был одним из основателей и первым секретарём Новозеландского института. Известен тем, что обнаружил и собрал большое количество остатков моа.
Мантелл родился в Льюисе, Восточный Суссекс (Англия), в семье известного геолога Гидеона Мантелла. Он прибыл в Веллингтон на борту «Oriental» в 1840 году. После того, как его отец покончил жизнь самоубийством в 1852 году, большая часть его коллекции окаменелостей была унаследована Уолтером и перевезена в Новую Зеландию.
В Новой Зеландии он занимался политической деятельностью, также входил в парламент, и был назначен министром по делам маори в 1861 и 1864—1865 годах. С 1866 года и до своей смерти он был членом Законодательного совета.
В честь Мантелла названы два вида новозеландских птиц: северный бурый киви (Apteryx mantelli) и вымерший вид султанок Porphyrio mantelli.